# Séverin Bays

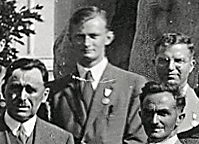
Sévérin Bays (esquerda) no Congresso Internacional de Matemáticos em Zurique, 1932

Séverin Bays (La Joux, 2 de junho de 1885 – Friburgo (Suíça), 24 de setembro de 1972) foi um matemático suíço, político filiado ao Partido Democrata Cristão (Suíça).
Foi palestrante convidado do Congresso Internacional de Matemáticos em Zurique (1932).